# Liste des monuments historiques nationaux de la province de Formosa
Cet article recense les monuments historiques de la province de Formosa, en Argentine.
| Monument                                                        | Commune | Adresse | Coordonnées    | Loi             | Notice | Catégorie                 | Date | Illustration               |
| --------------------------------------------------------------- | --- | --- | -------------- | --------------- | ------ | ------------------------- | ---- | -------------------------- |
| Gares de la ligne C-25 du chemin de fer General Manuel Belgrano | Formosa, M. Boedo, Gran Guardia, Pirané, Palo Santo, Bartolomé de las Maisons, Comandante Fontana, Ibarreta, Estanislao del Campo, Pozo del Tigre, Tte. Brown, Las Lomit | | à géolocaliser | Loi no 24882    | 642    | Bien d'intérêt historique |      | Image manquante Téléverser |
| Maison du gouverneur du territoire national de Formosa          | Formosa | Av 25 de Mayo y Belgrano                                                                                         | à géolocaliser | Décret no 10852 | 643    | Monument historique       |      | Image manquante Téléverser |
| Ancienne usine                                                  | Formosa | Hipólito Yrigoyen, Santa Fe y Diag. Ramos Mejía                                                                  | à géolocaliser | Loi no 24882    | 644    | Bien d'intérêt historique |      | Image manquante Téléverser |
| Mission Saint-François-d'Assise                                 | San Francisco de Laishi | Manuel Belgrano 450                                                                                              | à géolocaliser | Décret no 325   | 645    | Monument historique       |      | Image manquante Téléverser |
| Fortin Yunka, Colonia Sgto.1º Loies                             | Patiño | En colonia Sargento 1º Loies                                                                                     | à géolocaliser | Décret no 325   | 646    | Lieu historique           |      | Image manquante Téléverser |
| Fortin Capitán Solari, Colonia Campo Villafañe                  | Pirané | A 113 km. de la Ciudad de Formosa por Rutas Provincial N°1 y Nacional N°11 (a 50 km. de San Francisco de Laishí) | à géolocaliser | Décret no 325   | 647    | Monument historique       |      | Image manquante Téléverser |